# Neolucanus sinicus championi
Neolucanus sinicus championi es una subespecie de coleóptero de la familia Lucanidae.

## Distribución geográfica
Habita en Hong Kong (China).